# 4MT
4MT – typ dwuosiowego, jednokierunkowego, silnikowego tramwaju, produkowanego w latach 1950–1951 w fabryce Královopolská w Brnie na potrzeby miejscowego przewoźnika DPMB. Ostatnią serię wagonów wyprodukowano w 1954 r. według dokumentacji z Královopolskiej własnymi siłami przewoźnika w zajezdni Pisárky. Były to ostatnie dwuosiowe tramwaje dostarczone do Brna.

## Historia
W ramach dwuletniego planu gospodarczego  na lata 1947–1948 Královopolská (KPS) miała opracować nowy typ czteroosiowego tramwaju dla Brna. Jednak w 1946 r. zarządzenie Ministerstwa Transportu zostało anulowane i miasto zamówiło jedynie 50 dwuosiowych tramwajów. Tramwaje te zostały następnie opracowane przez Královopolską. W związku z planowaniem centralnym rolę producenta tramwajów dla Czechosłowacji powierzono fabryce Tatra Smíchov, w związku z czym Brno otrzymało tylko 25 tramwajów 4MT i 30 doczep.  Pozostałe pięć wagonów wyprodukowano później na miejscu, w centralnych warsztatach w zajezdni Pisárky, zgodnie z dokumentacją z Královopolskiej.

## Konstrukcja

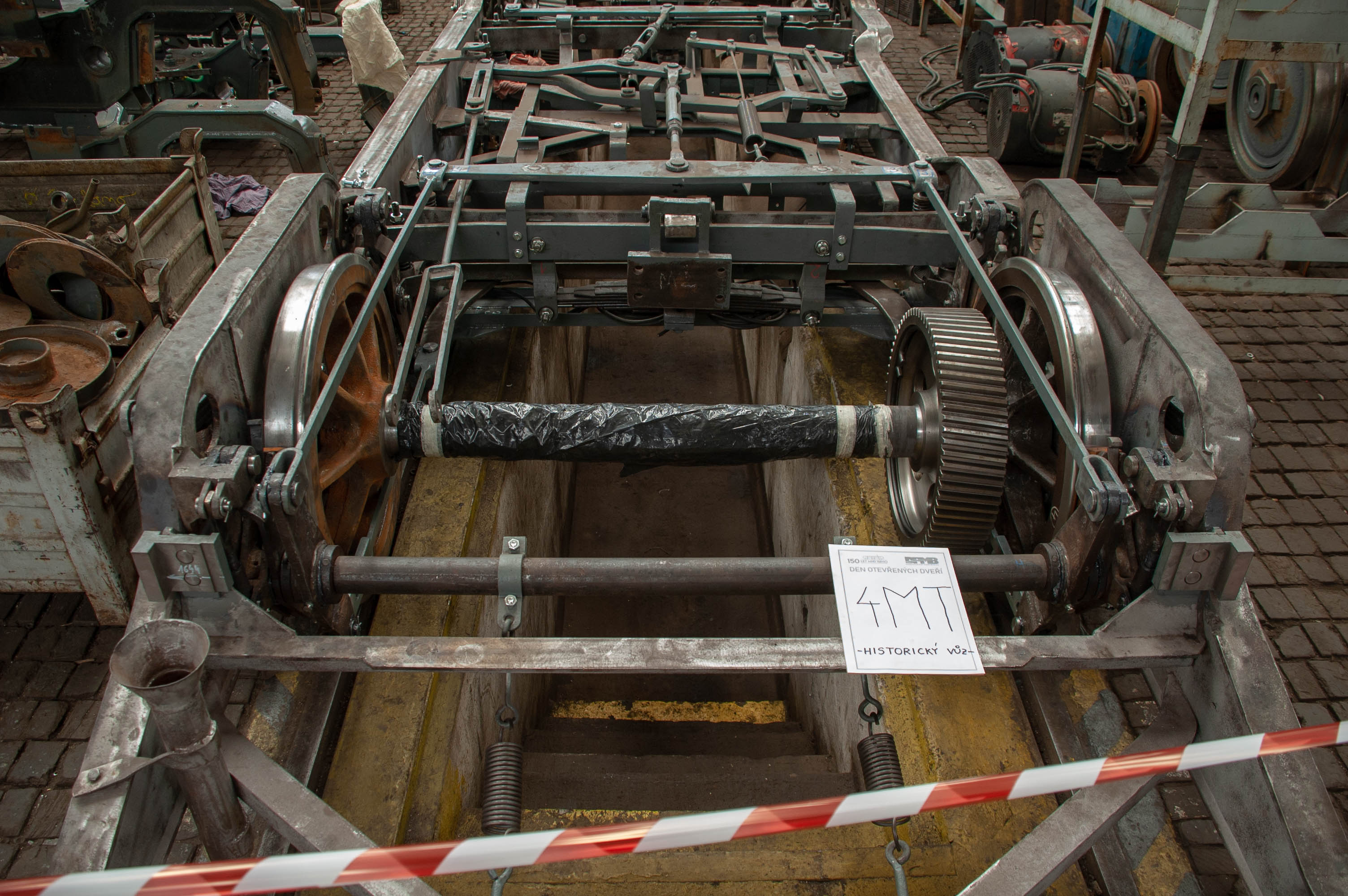
Wózek wagonu nr 134 w trakcie remontu (oś napędowa z przodu, z tyłu mechanizm hamulcowy)

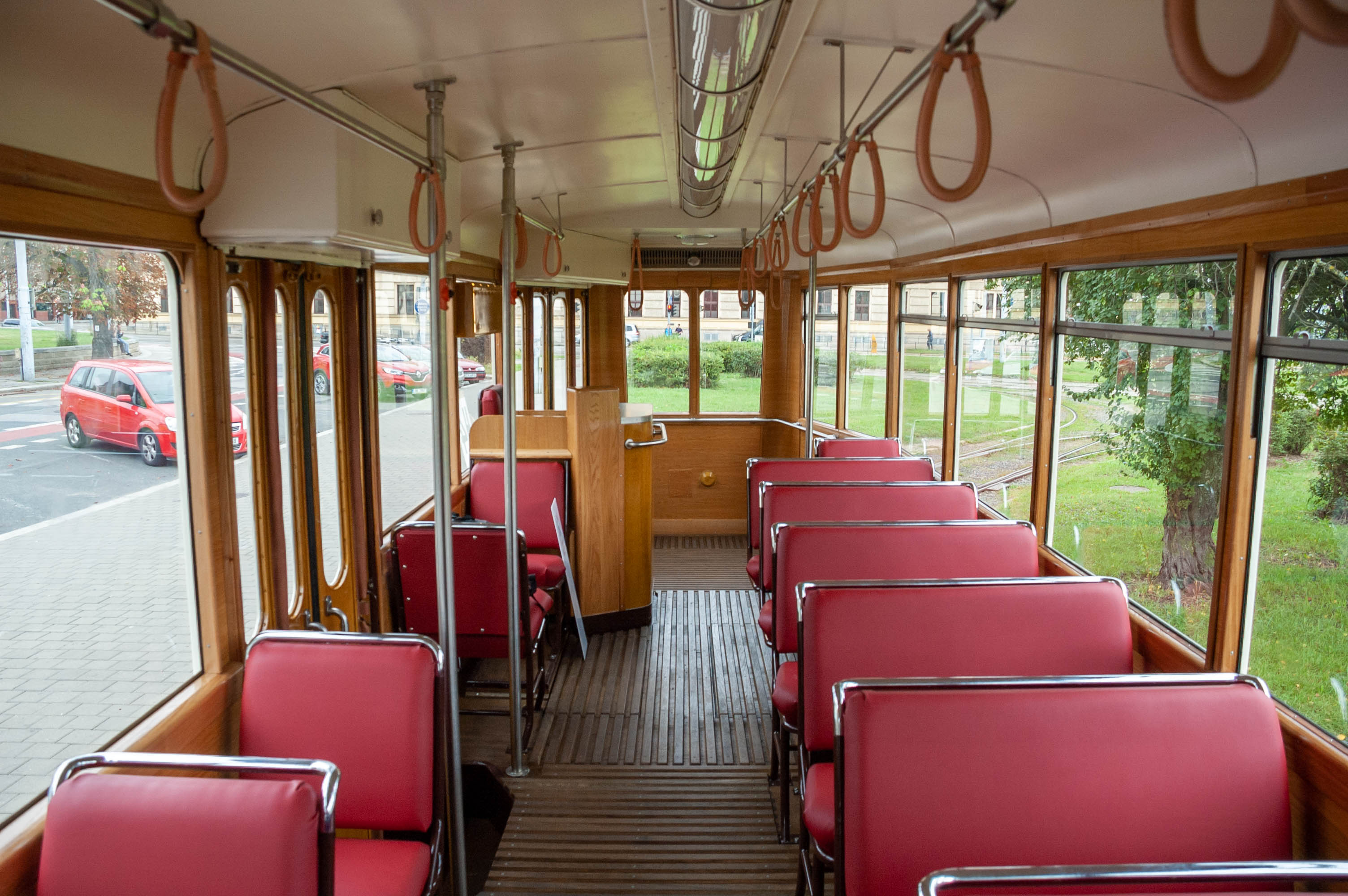
Wnętrze tramwaju nr 134

Nadwozie tramwaju oparte było na konstrukcji dwóch serii wagonów doczepnych dostarczonych przez Královopolską do Brna w 1939 i 1947 roku (nr 261–296). Nadwozie było w całości metalowe, spawane. Z prawej strony umieszczono troje drzwi składanych sterowanych elektrohydraulicznie. Dwuosiowe podwozie również zostało wykonane metodą spawania z blach stalowych i profili walcowanych. Nazwa tramwaju 4MT pochodzi od oznaczenia wyposażenia elektrycznego, które dostarczyły zakłady Škoda z Pilzna. Składało się ono z rezystorów rozruchowych umieszczonych pod podłogą i dwóch silników trakcyjnych AD 2748/hN, każdy o mocy 72 kW. Nastawnik w wagonach nr 126 i 128–146 był typu Škoda KPBS 201, a w nr 117–125 i 127 typu Siemens OR 8. Wagony posiadały hamulec elektrodynamiczny, który uzupełniał mechaniczny hamulec klockowy działający na obie osie wagonu oraz hamulec szynowy zasilany prądem hamowania silników. Prąd elektryczny z sieci trakcyjnej pobierany był przez odbierak kolejowy. Tapicerowane siedzenia rozmieszczono poprzecznie we wnętrzu w układzie 2+1. Wsiadanie odbywało się tylnymi drzwiami, gdzie znajdowało się stanowisko konduktora.
Produkowano także wagony doczepne nr 297–326 o niemal identycznych nadwoziach, które tworzyły z nimi składy.

## Dostawy
Łącznie w latach 1950–1954 wyprodukowano 30 wagonów w czterech seriach produkcyjnych.
| Państwo        | Miasto         | Lata dostaw    | Liczba | Numery taborowe |       |
| -------------- | -------------- | -------------- | ------ | --------------- | ----- |
| Czechosłowacja | Brno           | 1950–1954      | 30     | 117–146         | [ 3 ] |
| Łączna liczba: | Łączna liczba: | Łączna liczba: | 30     |                 |       |

## Eksploatacja
Tramwaje 4MT (nazywane „blaszakami”) otrzymały numery taborowe 117–146, będące kontynuacją numerów starszych tramwajów z Královopolskiej, które stanowiły podstawę floty brneńskiego przewoźnika pod koniec lat 40. XX wieku, a w 1950 r. zostały przenumerowane na 34–116. Wprowadzenie do eksploatacji tramwajów 4MT oznaczało zwiększenie prędkości i komfortu podróży. Pierwsze wagony wprowadzono do ruchu w sierpniu 1950 roku. Początkowo, ze względu na brak wagonów doczepnych, kursowały pojedynczo na linii 3 jako brygady posiłkowe. Ostatnich pięć tramwajów nr 137–141 zostało wyprodukowanych przez Královopolską w 1951 roku, ale do eksploatacji weszły dopiero w sierpniu 1952 roku. Pierwotnie zakładano, że tramwaje typu 4MT będą łączone w składy  z dwiema doczepami. Jednakże ze względu na niewystarczającą moc hamulców, zrezygnowano ze składów potrójnych, w związku z czym pięć doczep stało się zbędnych. Aby zrównać liczbę wagonów  silnikowych i doczepnych, DPMB wyprodukowało brakujących pięć tramwajów (nr 142–146) własnymi siłami w centralnych warsztatach w zajezdni Pisárky, zgodnie z dokumentacją z Královopolskiej. Wprowadzono je do ruchu w maju 1954 roku. Tramwaje 4MT obsługiwały linie 3 i 7. Od 1962 roku obsługiwały także linię 10, a po reformie systemu w 1964 roku linie 1 i 3. W 1969 roku zmieniono numerację taboru tramwajowego, a tramwaje 4MT otrzymały numery 1117–1146. W związku z dalszymi dostawami wagonów koncepcji PCC, tj. Tatra T3 i Tatra K2, od 1970 roku 4MT przydzielono do linii 12 i 13, a wraz z pozostałymi drewnianymi tramwajami dwuosiowymi (nr 34–116) pojawiały się na linii 7. Jesienią 1971 roku przeniesiono je do zajezdni Královo Pole (dziś zajezdnia Medlánky).
Pierwsze dwa tramwaje 4MT wycofano z eksploatacji jesienią 1973 roku po wypadkach. Do końca stycznia 1974 roku na liniach 12 i 13 kursowały składy prowadzone przez tramwaje 4MT, kiedy zastąpiono je tramwajami przegubowymi K2. Później pojedyncze wagony kursowały jeszcze na brygadach posiłkowych. Ostatnim dniem eksploatacji był 29 marca 1974 r., w którym zakończono eksploatację dwuosiowych tramwajów w Brnie. Część wagonów 4MT wycofano ze służby i zezłomowano, jednak 19 z nich przekwalifikowano na techniczne (nr 4041–4059). Łącznie dziesięć tramwajów przeszło remont i pomalowano je na pomarańczowo, trzy z nich (nr 4042, 4049, 4053) przebudowano na towarowe. Były używane do 1990 roku, kiedy DPMB przerobiło dwa tramwaje Tatra T2R na techniczne, w związku z czym w 1991 roku techniczne 4MT zezłomowano. Numer samochodu: Wagon nr 4058 jeszcze do 1994 r. służył jako manewrowy na terenie centralnych warsztatów.

## Wagony historyczne
Niedługo po zakończeniu eksploatacji wagonów typu 4MT, w maju 1974 roku, Muzeum Techniki w Brnie (TMB) włączyło wagon nr 1126 do swojej kolekcji. W połowie lat 70. XX wieku TMB odkupiło od DPMB kilka kolejnych tramwajów 4MT, które następnie wykorzystano jako źródło części zamiennych. W latach 1982–1984 wagon nr 1126 odrestaurowano w centralnych warsztatach DPMB, po czym przywrócono mu historyczny numer 126.
Wagon nr 4058 służył w latach 1974–1994 jako manewrowy na terenie centralnych warsztatów w zajezdni Medlánky. W 1994 roku DPMB przekształciło go w tramwaj-kawiarenkę, który od tamtej pory jest wykorzystywany do przewozów specjalnych. W latach 2020–2022 tramwaj przeszedł remont generalny, zmodernizowano jego wnętrze („tramwaj imprezowy”) i przywrócono pierwotny wygląd zewnętrzny. Tramwaj powrócił także do swojego pierwotnego numeru 145.
W 2017 roku DPMB kupiło od TMB wrak oryginalnego wagonu numer 134, który od dłuższego czasu znajdował się na terenie TMB w Líšeniu. Tramwaj wycofany z eksploatacji w 1974 r. początkowo krótko służył jako techniczny z numerem 4051, jednakże w 1976 roku przekazano go Muzeum Techniki na części zamienne. W latach 2017–2019 został odremontowany wraz z doczepą nr 313 i od tamtej pory jest wykorzystywany do przejazdów specjalnych.
| Pochodzenie | Numer taborowy | Obecny właściciel | Rok produkcji | Historyczny od roku |       |
| ----------- | -------------- | ----------------- | ------------- | ------------------- | ----- |
| Brno        | 126            | TMB               | 1950          | 1974                | [ 2 ] |
| Brno        | 134            | DPMB              | 1950          | 2017                | [ 6 ] |
| Brno        | 145            | DPMB              | 1954          | 1994                | [ 5 ] |